# Делорм, Ги
Ги Дело́рм (фр. Guy Delorme; 23 мая 1929, Мари-сюр-Марн — 26 декабря 2005, Бри-сюр-Марн) — французский актёр и каскадёр, прославившийся исполнением в основном отрицательных ролей.

## Биография
Первой актерской работой Ги стала небольшая роль в ленте Жюльена Дювивье «Под парижским небом» в 1951 году. В титрах он не упоминается. Затем, после проходной роли в ленте Робера Оссейна, последовала небольшая, но яркая работа у Билли Уайлдера в его «Любви в полдень» (1957). Роль жиголо, хотя и не была упомянута в титрах, несомненно, являлась определённым прорывом. Партнёрами Делорма в этой картине были Гэри Купер, Одри Хепбёрн и Морис Шевалье.
Обучался фехтовальному искусству у Клода Карлье, учениками которого были также Жан Марэ, Жорж Маршаль, Жерар Барре. Дружил с Жаном Маре, Жераром Барре, Андре Юнебелем. С 1959 года Ги Делорм начал сниматься в приключенческом кино и продолжал работать в этом жанре до конца своей карьеры. Блестящий фехтовальщик и наездник, обладающий яркой и запоминающейся «зловещей» внешностью, Ги оказался как нельзя кстати для тех костюмных и современных остросюжетных картин, которые стали визитной карточкой французского кино 1960-х — 1970-х годов. Рекомендовал Делорма один из высоких кинематографических чиновников, который знал о его замечательных талантах. Первой работой Ги стал «Горбун» Андре Юнебеля с Жаном Маре в главной роли. С ними актёр работал впервые. Потом они ещё не раз встречались с Жаном Маре на съёмочной площадке. Иногда у Андре Юнебеля, иногда — у других режиссёров. «Капитан», «Капитан Фракасс», «Чудо волков» (в советском прокате «Тайны Бургундского двора») — в этих и других лентах идёт поединок Героя и Злодея, Маре и Делорма.
Самым запоминившимся советскому кинозрителю персонажем Делорма был мрачный исполнитель интриг кардинала Ришельё — «человек из Менга» граф Рошфор в знаковом фильме «Три мушкетёра» (экранизация одноименного романа А. Дюма, 1961). В этом фильме Делорм большую часть экранного времени, в сравнении с другими его ролями, находится на первом плане и играет основного антипода главного героя, д’Артаньяна, и воплощенное зло. Как и в «Трех мушкетерах», все финальные поединки заканчивались «смертью» Ги Делорма. Хотя во многих случаях он фехтует и дерется лучше главного героя. Но авторы ни разу не дали ему победить. Андре Юнебель не забыл его и в «Парижских тайнах». Снова с Жаном Маре, но уже без сцен фехтования (небольшой эпизод, где инспектор полиции арестовывает Сомбрея). Такая же небольшая встреча и в «Фантомасе против Скотланд-Ярда» того же Юнебеля (сцена на яхте, где Фантомас заставляет лондонских мафиози расплачиваться). Потом были роли в «Разине», «Искателях приключений» и многих других. В 1981 году он снялся в «Тегеране-43» Алова и Наумова (в роли одного из убийц комиссара Жоржа Фоша, которого играл Ален Делон). А в 1983 году Ги сыграл свою последнюю роль — Д’Артаньяна.
В 1983 году Делорм вынужден был прервать актёрскую карьеру из-за болезни. Последний раз снялся в кино в 1986 году.
В 1995 году с труппой «Компани дю Котюрн» был на гастролях в России, играл в театральном спектакле «Капитан Фракасс».
Скончался от рака горла 26 декабря 2005 года в Бри-сюр-Марне.

## Избранная фильмография
1. 1951 — Под небом Парижа / Sous le ciel de Paris
2. 1956 — Простите наши прегрешения / Pardonnez nos offenses
3. 1957 — Любовь после полудня — жиголо
4. 1957 — Конец мира / Le Cerf-volant du bout du monde — полицейский
5. 1959 — Горбун — наёмный убийца
6. 1960 — Аустерлиц — Эксельман
7. 1960 — Капитан — Ринальдо
8. 1960 — Фортунат — немец (в титрах не указан)
9. 1961 — Капитан Фракасс — дворянин, начальник телохранителей принца де Мусси
10. 1961 — Чудо волков — граф де Сенак
11. 1961 — Три мушкетёра — граф де Рошфор
12. 1961 — Большая любовь Генриха IV / Vive Henri IV, vive l’amour
13. 1962 — Парижские тайны — инспектор полиции
14. 1962 — Шевалье де Пардайан — Морвель
15. 1962 — Лемми для дам / Lemmy pour les dames — Мирко
16. 1963 — Рокамболь — комиссар Агю
17. 1963 — Ваша очередь, симпатичные / À toi de faire… mignonne — Элмер Уиттакер
18. 1964 — Смелей, Пардайан! — Морвель
19. 1964 — Секретный агент FX 18 / Coplan, agent secret FX 18 — Латтина
20. 1965 — Разиня — Луиджи
21. 1966 — Семь парней и девушка / Sept hommes et une garce
22. 1967 — Фантомас против Скотланд-Ярда — шеф лондонских мафиози
23. 1967 — Я убил Распутина — русский солдат (нет в титрах)
24. 1967 — Искатели приключений — один из бандитов
25. 1968 — Прощай, друг — мужчина из Нейи
26. 1971 — Квентин Дорвард — начальник телохранителей епископа Льежа
27. 1973 — Жозеф Бальзамо — Энрике Санчес
28. 1976 — Прекрасные господа из Буа-Доре — лейтенант Саккели, главарь разбойников
29. 1977 — Ришельё — Де Вар
30. 1978 — Персеваль Валлиец — Кламадек Островной
31. 1981 — Тегеран-43 — один из убийц комиссара Роше
32. 1981 — Отверженные — один из каскадёров
33. 1984 — Безумный король / Le fou du roi — Д’Артаньян